# Mediesundhed for Børn & Unge
Foreningen Mediesundhed for Børn & Unge blev stiftet 2. december 2000 (under navnet Pornofrit Miljø, fra 2013 til 2018 Porno & Samfund) med det formål at fungere som et modspil til, hvad den betegner som samfundets enorme udbud af kommercialiseret seksualitet. Foreningen ønsker at skabe debat om porno i almindelighed og om pornoens afsmitning på samfundet i særdeleshed. Den vil først og fremmest kæmpe for, at porno skal fjernes fra det offentlige rum, så porno ikke påtvinges den enkelte ufrivilligt.
Foreningens formand er Heidi Als Ringheim (siden 2008).

## Ekstern henvisning
- Mediesundhed for Børn & Unge hjemmeside